# Tert-ブチルヒドロキノン
tert-ブチルヒドロキノン（ターシャリーブチルヒドロキノン、TBHQ、tertiary butylhydroquinone）は、酸化防止剤として使用される場合のある化合物である。工業用以外に、食品用にも用いる場合もある。ただし、有害性が疑われるとして、食品への使用が禁止されている地域も存在する。

## 構造・化学的性質
ヒドロキノンとは、フェノールの4位の水素が、水酸基に置換した化合物、すなわち、1,4-ヒドロキシベンゼンの慣用名である。このヒドロキノンの2位の水素が、いわゆるtert-ブチル基に置換した化合物が、tert-ブチルヒドロキノンである。
したがって、tert-ブチルヒドロキノンはフェノール性水酸基を有している。しかし、tert-ブチルヒドロキノンは、フェノール性水酸基を有しているのにもかかわらず、鉄イオンが存在しても、変色が起こらない。
また、ベンゼン環の1位と4位に水酸基を有しているため、この部分は酸化され易く、容易に水酸基は水素を失って、この部分がケトン基に変化し、いわゆるベンゾキノンの形に変化する。これは芳香族性を失ってでも、酸化され易いという、ヒドロキノンが持つ、やや特殊な性質である。ただ、この性質を有するため、tert-ブチルヒドロキノン自身が酸化して、周囲の物資を酸化させないようにする酸化防止剤として使用し得る。

## 利用
tert-ブチルヒドロキノンは、酸化防止剤として有用とされる。

### 食品添加物
tert-ブチルヒドロキノンは食品添加物としてE番号のE319が与えられている。
食品では、不飽和脂肪酸や動物性油脂の酸化防止剤として使われる場合がある。tert-ブチルヒドロキノンを添加しても、香料や食品の風味も変えないとされる。さらに、鉄イオンが含まれていても、変色しないという意味でも使い易いとされる。
また、tert-ブチルヒドロキノンは、ブチルヒドロキシアニソールなど他の酸化防止剤と一緒に使う事も可能である。

### 工業的用途
工業的にtert-ブチルヒドロキノンは、その酸化防止剤としての性質を利用して、化合物の安定化剤として使わる。
例えば、ワニス、ラッカーなどにも酸化防止剤として添加される。さらに、有機過酸化物には自家重合を抑制するために添加される。
また、バイオディーゼルの燃料として植物油などを使用する際にtert-ブチルヒドロキノンを添加しておくと、燃料の酸化による変質を防止するだけでなく、ディーゼルエンジンなどの腐食も防げる。さらに、燃料に添加されたtert-ブチルヒドロキノンは、その構造から明らかなように、そのまま自身も燃料として燃えてくれる。

## 規制
欧州食品安全機関 (EFSA) とアメリカ食品医薬品局 (FDA) の両方がtert-ブチルヒドロキノンを評価し、例えば、冷凍魚と魚製品で許可されている添加の上限濃度を、1000 mg/kgと定めている。また例えばFDAは、油脂または食品に含まれる油脂含有量の0.02パーセントを、添加の上限と定めている。この許可している添加量であれば、ヒトが摂取しても安全であると、EFSAとFDAは断定しており、上限濃度を定めた上で、食品添加物としての利用が認めている。これに対して、日本は安全性に疑念があるとして食品添加物としての利用を認めておらず、TBHQを含む食品の輸入・販売を禁止している。2025年に、中国から輸入されたスナック菓子からTBHQが検出された例では、地元保健所が食品衛生法に基づき輸入業者に対して回収と廃棄処分を命じている。

## 危険性
tert-ブチルヒドロキノンを高用量で投与した場合、実験動物に対して、胃ガンの前駆細胞の生成や、DNAの損傷など、健康への悪影響を引き起こした。
また、多くの研究では、高用量の長期暴露により発ガン性、特に胃ガンを発生させる可能性が示唆された。
しかしながら、tert-ブチルヒドロキノンには、複素環アミンが体内で代謝されて発ガン物質へと活性化する事を抑制する効果が出るとして、複素環アミンが誘発する発ガンを抑制する効果が有る事が、ラットによる動物実験で示唆された。ただし、tert-ブチルヒドロキノンの複素環アミンによる発ガン抑制の効果は、効果が出るとしても、非常に低いとの注釈が付けられた。また、欧州食品安全機関は、tert-ブチルヒドロキノンを非発ガン性であると判断している。
ただし、tert-ブチルヒドロキノンの毒性に関する1986年の科学文献のレビューでは、ヒトによる摂取量と、動物実験において毒性が発現する量との間には、大きな差が存在するとされた。